# Alcides Mañay
Alcides Mañay (Argentina, 18 de janeiro de 1927 — Data e local de falecimento desconhecidos) foi um treinador e ex-futebolista argentino naturalizado uruguaio, que atuou como zagueiro e meia.

## Carreira

### Como jogador
Revelado pelo pequeno Oriental de Rivera, Mañay foi negociado com o poderoso Defensor Sporting e, atuando pelos Violetas entre os anos de 1945 e 1948, foi convocado pela Seleção Uruguaia.
Anos depois, atuou no Cúcuta Deportivo, da Colômbia, e no francês Cannes, onde encerrou seu trajeto como atleta.

#### Seleção Uruguaia
Foi convocado pela Seleção Uruguaia em duas oportunidades. Na primeira, disputou o Campeonato Sul-Americano de 1946, no qual atuou em apenas duas partidas incompletas: contra o Chile, atuou apenas no primeiro tempo, sendo substituído, no intervalo, por Obdulio Varela e, depois, diante da Bolívia, entrou na vaga deixada por Uribe Durán, também no entretempo, jogando durante a segunda etapa.[carece de fontes?]
Em outra oportunidade, foi chamado para a disputa das copas Lipton–Newton e Montevidéu–Buenos Aires, ambas realizadas em 1948.

### Como treinador
Dirigiu os tradicionais XV de Piracicaba e Noroeste de Bauru, ambos durante o ano de 1964. Na equipe bauruense, terminou o Campeonato Paulista de 1964 na penúltima colocação entre 16 clubes, em um certame em que apenas o lanterna foi rebaixado.

## Títulos

### Como jogador
Defensor
- Torneo de Honor: 1947[10][nota 2]

## Campanhas de destaque

### Como jogador
Seleção Uruguaia
- Campeonato Sul-Americano (atual Copa América): 1946 (quarto lugar)